# M4 (Armenien)
Die M4 (armenisch: Մ 4) ist eine Hauptstraße in Armenien, eine Süd-Nord-Route in der Mitte und im Norden des Landes. Sie führt von der Hauptstadt Jerewan über Sewan und Idschewan bis zur geschlossenen Grenze mit Aserbaidschan bei Azatamut. Die Straße ist zwischen Jerewan und Sewan auf einer Länge von 60 Kilometern autobahnähnlich ausgebaut. 

## Geschichte
Der Teilabschnitt der M4 zwischen Jerewan und Sewan ist die längste Autobahn Armeniens. Er wurde zu Zeiten der Sowjetunion gebaut und ist die wichtigste touristische Route des Landes, weil sie die Hauptstadt Jerewan mit dem Sewansee verbindet.

## Orte an der Straße
- Jerewan
- Sewan
- Idschewan
- Azatamut